# Солоновка (приток Чистюньки)
Солоновка — река в России, протекает по Алейскому и Топчихинскому районам Алтайского края. Устье реки находится в 27 км по левому берегу реки Чистюнька. Длина реки составляет 24 км, площадь водосборного бассейна 143 км².

## Данные водного реестра
По данным государственного водного реестра России относится к Верхнеобскому бассейновому округу, водохозяйственный участок реки — Алей от Гилёвского гидроузла и до устья, речной подбассейн реки — бассейны притоков (Верхней) Оби до впадения Томи. Речной бассейн реки — (Верхняя) Обь до впадения Иртыша.